# Ovché Narzounof
Ovché Narzounof, en russe : Овше Мучкинович Норзунов, 1874-1934 (?), est un explorateur et tibétologue kalmouk, sujet de l'Empire russe.

## Biographie
Entre 1900 et 1901, il voyage en secret au Tibet et atteint la capitale, Lhassa, en se servant des notes de Nain Singh Rawat (en). Ce voyage coïncide avec celui d'un autre sujet de l'Empire russe, le Bouriate Gombozhab Tsybikov, qui atteint Lhassa en août. Narzounof arrive à Lhassa fin 1900. 
Narzounof et Tsybikov ont fait deux cents photographies de la capitale du Tibet, les premières en date,.
Les photos de Narzounof et Tsybikov, les premières photos du Tibet et de Lhassa jamais publiées, paraissent dans un article de Joseph Deniker publié dans la revue La GéoGraphie en octobre 1901. Narzounof et Tsybikov envoient aussi leurs photos à la revue National Geographic Magazine, où un grand nombre sont placées par accident dans l'édition de janvier 1905. La publication des photos fit la réputation de la revue et en modifia la présentation pour les cent ans qui suivirent, à savoir des reportages portant sur une région et accompagnés de photos. 
La prise de ces photos à l’époque du Grand Jeu renforce considérablement chez les Britanniques la crainte que les Russes n'aillent au Tibet pour y étendre leur influence. Les accusations portées contre les Russes aboutissent à l'envoi au Tibet d'une force expéditionnaire britannique de 1903 à 1904, dirigée par Francis Younghusband.

### Photographies et publications
- Joseph Deniker, La première photographie de Lhassa, La GéoGraphie, vol. IV (4), octobre 1901, p. 242-247 (photographie d'Ovché Narzounof)
- Trois voyages à Lhassa (1898-1901), par Ovché Narzounof, Pèlerin Kalmouk, présentés par M. Joseph Deniker, Le Tour Du Monde - Journal Des Voyages, nouvelle série, livraisons N°19 et 20, 7-14 mai 1904
- (en) Joseph Deniker, New Light On Lhasa The Forbidden City, with photographs by Ushe Narzunof, The Century Magazine (The Century Illustrated Monthly Magazine), 66 (4), August 1903, p. 544-554